# Peter Luther
Peter Luther, född 2 januari 1939 i Averfleth-bei-Wilster nära Wilster, Schleswig-Holstein, död 15 oktober 2024, var en tysk tävlingsryttare som tävlade för Västtyskland under sin aktiva karriär.
Han tog OS-brons i lagtävlingen i hoppning i samband med de olympiska ridsporttävlingarna 1984 i Los Angeles.